# Invasion des Indes orientales néerlandaises
Théâtre du Pacifique Sud-Ouest de la Seconde Guerre mondiale
Batailles
Invasion des Indes orientales néerlandaises
- Bornéo (1941-1942)
- Manado
- Tarakan (1942)
- Balikpapan (1942)
- Amboine
- Makassar
- Sumatra
- Badung
- Timor
- Première bataille de la mer de Java
- Détroit de la Sonde
- Java
- Seconde bataille de la mer de Java

Japon :
- Raid de Doolittle
- Bombardements stratégiques sur le Japon (Tokyo
- Yokosuka
- Kure
- Hiroshima et Nagasaki)
- Raids aériens japonais des îles Mariannes
- Campagne des archipels Ogasawara et Ryūkyū
- Opération Famine
- Bombardements navals alliés sur le Japon
- Baie de Sagami
- Invasion de Sakhaline
- Invasion des îles Kouriles
- Opération Downfall
- Reddition du Japon

Pacifique central :
- Pearl Harbor
- Guam (1941)
- Wake
- Raid sur les îles Gilbert et Marshall
- Opération K
- Midway
- Opération RY
- Campagne des îles Gilbert et Marshall
- Campagne des îles Mariannes et Palaos
- Campagne des archipels Ogasawara et Ryūkyū
- Opération Inmate

Pacifique du sud-ouest :
- Nauru
- Invasion des Philippines (1941-42)
- Invasion des Indes orientales néerlandaises
- Opérations de l'Axe dans les eaux australiennes
- Raids aériens japonais sur l'Australie (1942-43)
- Opération Ke
- Campagne des îles Salomon
- Campagne de Nouvelle-Guinée
- Campagne des Philippines
- Campagne de Bornéo (1945)

Asie du sud-est :
- Invasion de l'Indochine (1940)
- Océan Indien (1940-45)
- Guerre franco-thaïlandaise
- Invasion de la Thaïlande
- Campagne de Malaisie
- Hong Kong
- Singapour
- Campagne de Birmanie
- Opération Kita
- Indochine (1945)
- Détroit de Malacca
- Opération Jurist
- Opération Tiderace
- Opération Zipper
- Bombardements stratégiques (1944-45)

Guerre sino-japonaise
Front d'Europe de l’Ouest
Front d'Europe de l’Est
Bataille de l'Atlantique
Campagnes d'Afrique, du Moyen-Orient et de Méditerranée
Théâtre américain
L'invasion des Indes orientales néerlandaises se déroula entre 1941 et 1943 et regroupe les différentes batailles liées à la défense des territoires des Indes orientales néerlandaises (future Indonésie) par les forces alliées, contre son invasion par l'empire du Japon lors de la Seconde Guerre mondiale. Les riches ressources pétrolières de l'Indonésie étaient un objectif majeur japonais pendant la guerre. Les Japonais prirent progressivement le contrôle du territoire, jusqu'à en expulser les forces alliées en février 1943. La campagne déboucha sur trois ans et demi d'occupation japonaise, qui contribuèrent à la fin de la domination coloniale néerlandaise dans la région.

## Contexte
Le Japon souhaitait faire main basse sur les importantes ressources naturelles de la colonie néerlandaise, qui était le quatrième exportateur de pétrole au monde, et comptait également de nombreuses plantations de caoutchouc. Le pétrole était un objectif vital pour le Japon, qui n'en comptait pas parmi ses ressources naturelles, et ne pouvait produire lui-même ses besoins en carburant, même avec le soutien du Mandchoukouo. L'embargo imposé en juillet 1941 par le président des États-Unis Franklin Delano Roosevelt avait particulièrement handicapé le Japon, en le privant de la possibilité d'acheter du pétrole.
L'administration coloniale des Pays-Bas était alors coupée de sa métropole, occupée par l'Allemagne nazie depuis l'invasion de mai 1940 et l'armée royale des Indes néerlandaises n'avait pas de matériel suffisant pour espérer stopper seule une invasion.

## Attaque japonaise
Le général Hisaichi Terauchi commandant du groupe sud du corps expéditionnaire japonais, commença sa campagne par des attaques sur Bornéo : le 17 décembre 1941, les forces japonaises occupèrent Miri, un champ pétrolifère dans le Nord de Sarawak. 

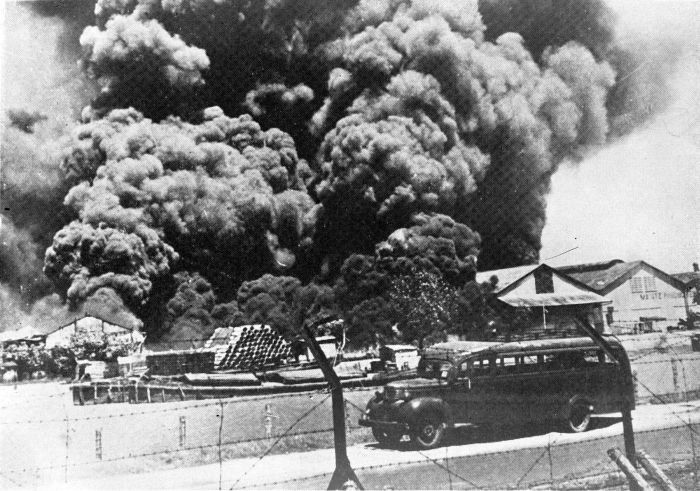
L'armée royale des Indes néerlandaises détruit les installations navales à Surabaya, avant l'arrivée des japonais.

Le 15 janvier 1942, les forces armées néerlandaise, australienne, britannique et américaine s'unirent en Asie du Sud-Est sous la bannière du commandement américano-britannico-néerlando-australien (American-British-Dutch-Australian Command ou ABDACOM) sous les ordres du maréchal britannique Archibald Wavell. Les forces alliées dans la région avaient néanmoins des objectifs différents : alors que les Britanniques concentraient l'essentiel de leurs efforts sur la défense de la Malaisie et de Singapour, les Néerlandais étaient avant tout préoccupés par Java et Sumatra, avec pour résultat une coordination difficile. Un petit contingent canadien était également présent, fournissant principalement une assistance technique à la Royal Air Force.
Les Japonais, bénéficiant de forces armées supérieures en nombre, progressèrent au cours des semaines suivantes, repoussant les forces alliées. L'ABDACOM fut dissoute le 25 février. Les opérations alliées en Indonésie (à l'exception de Sumatra) ont été contrôlées par la suite par le commandement du Pacifique Sud-Ouest, sous les ordres du général Douglas MacArthur.

## Bataille de Bornéo
Le 13 décembre, des troupes japonaises partirent de leurs bases en Indochine française. Arrivées deux jours plus tard, elles investirent la partie britannique de Bornéo. Après avoir pris le contrôle des puits de pétrole, les Japonais affrontèrent Britanniques et Néerlandais, s'assurant la maîtrise de Bornéo le 1er avril 1942.

## Bataille de Timor
Le 10 janvier 1942, les forces alliées investirent le Timor oriental (alors colonie du Portugal), le gouvernement d'Antonio Salazar, neutre dans le conflit mondial, ayant refusé de leur laisser le passage. Dans la nuit du 19 au 20 février, les Japonais débarquèrent à leur tour au Timor oriental, attaquant également la partie néerlandaise du Timor. La bataille opposa des soldats portugais, australien et néerlandais a des soldats japonais mieux équipés et mieux entrainés les batailles furent principalement des actions de guérilla et de combats rapides et furtifs.

## Bataille de Java
Le 27 février, la Marine impériale japonaise battit les forces combinées de la Marine royale néerlandaise, de l'United States Navy, de la Royal Navy et de la Royal Australian Navy. Le 28 février, les Japonais débarquèrent à Java, s'assurant la maîtrise de l'île le 12 mars.

## Victoire japonaise
Les combats à Timor durèrent jusqu'en février 1943, et se terminèrent par la victoire des troupes japonaises, mettant un terme à la campagne.

## Conséquences
Les Indes orientales néerlandaises furent occupées par le Japon jusqu'en 1945. Les Japonais tentèrent de gagner à leur cause les nationalistes locaux en leur promettant l'indépendance. 
Le 21 avril 1944, les Alliés déclenchèrent les opérations Reckless and Persecution, en débarquant en Nouvelle-Guinée occidentale, la manœuvre se confondant avec la campagne de Nouvelle-Guinée.
Le 17 août 1945, deux jours après l'annonce de la capitulation japonaise, Soekarno proclama l'indépendance de la République d’Indonésie, prélude à la révolution nationale indonésienne et à l'indépendance du pays en 1949.

## Autres lectures
- "La ML-KNIL 1940-1942: 1re partie: l'organisation", par Michel Ledet et Max Schep, revue Avions no.4, juin 1993.
- "La ML-KNIL 1940-1942: 2e partie: les camouflages et marques", par Michel Ledet et Max Schep, revue Avions no.5, juillet 1993.
- « La ruée japonaise: La conquête des Indes néerlandaises »; 1re partie: « Les Japonais s'emparent de Bornéo, des Célèbes et de Sumatra », par Michel Ledet, revue Batailles aériennes n°42, 2007.
- « La ruée japonaise: La conquête des Indes néerlandaises »; 2e partie: « Les Japonais à l'assaut de Java » par Michel Ledet, revue Batailles aériennes n°43, 2008.

## Filmographie
- La route du paradis (version française de : Paradise Road), par Bruce Beresford, etc., Century Fox, 2002.